# Leklata
Der Leklata (deutsch ‚Löwenkopf‘) ist mit einer Höhe von 907 Metern (andere Angaben: 905 oder 908 Meter) die höchste Erhebung im westafrikanischen Ghana.

## Geographie
Der Berg ist Teil des Togo-Atakora-Gebirges und befindet sich im Hohoe Municipal District an der Grenze zwischen Ghana (Volta Region) und Togo (Region Plateaux), der Berggipfel liegt wenige Meter westlich der Grenze auf ghanaischem Staatsgebiet. Etwa fünf Kilometer westlich befindet sich der Afadjato, der häufig als höchste Erhebung Ghanas genannt wird, jedoch lediglich 587 Meter misst. Die Schartenhöhe des Leklata beträgt 82 Meter, die Dominanz liegt bei 3,12 Kilometern.